# Anna Sodenstierna
Anna Lovisa Sodenstierna, född Sandström 5 mars 1901 i Falun, död 3 oktober 1981 i Stockholm, var en svensk politiker (folkpartiet): ledamot av Stockholms läns landsting 1951-1958. Hon satt i styrelsen för Riksförbundet för utvecklingsstörda barn (RFUB, senare FUB) 1956, och var dess ordförande 1958-1962. Hon är känd för sitt pionjärarbete för utvecklingsstörda barns rättigheter. 
Hon var dotter till kamreraren Carl Sandström och Josefina Johanna Lovisa Roman samt gift från 1929 med direktören Lennart Eugéne Sodenstierna.